# 山本龍彦
山本 龍彦（やまもと たつひこ、1976年 - ）は、日本の法学者。専門は憲法学。学位は、博士（法学）（2007年）。慶應義塾大学大学院法務研究科教授。大沢秀介門下。

## 来歴
慶應義塾大学法学部法律学科卒。慶應義塾大学法学部の在籍時に、大沢秀介ゼミナールに所属。その後引き続き、慶應義塾大学大学院法学研究科で大沢秀介に師事。2011年より慶應義塾大学法務研究科准教授。専門は、日本国憲法・アメリカ憲法理論・プラグマティズム法学。2011年から法学セミナーにて連載を行っている。

## 経歴
- 慶應義塾幼稚舎‐慶應義塾普通部‐慶應義塾高等学校卒業
- 1999年3月 - 慶應義塾大学法学部卒業
- 2001年4月 - 慶應義塾大学大学院法学研究科修士課程修了
- 2005年3月 - 慶應義塾大学大学院法学研究科博士課程単位取得退学
- 2005年4月 - 桐蔭横浜大学法学部専任講師, 後に准教授
- 2007年4月 - 博士（法学）
- 2011年4月 - 慶應義塾大学大学院法務研究科准教授
- 2014年4月 - 慶應義塾大学大学院法務研究科教授
- 2014年6月 - 新司法試験考査委員

## 著作

### 単著
- 『遺伝情報の法理論』（尚学社、2008年）
- 『おそろしいビッグデータ──超類型化AI社会のリスク』（朝日新書、2017年）
- 『プライバシーの権利を考える』（信山社、2017年）

### 共著
- （青井未帆）『憲法1 人権』（有斐閣、2016年）

### 共編著
- （小山剛・新井誠）『憲法のレシピ』（尚学社、2007年）
- （駒村圭吾・大林啓吾）『アメリカ憲法の群像―─理論家編』（尚学社、2010年）
- （安念潤司・小山剛・青井未帆・宍戸常寿）『論点 日本国憲法──憲法を学ぶための基礎知識』（東京法令出版、2010年／第2版・2014年）
- （小谷順子・新井誠・葛西まゆこ・大林啓吾）『現代アメリカの司法と憲法──理論的対話の試み』（尚学社、2013年）
- （大沢秀介（監修）・大林啓吾・新井誠・横大道聡）『入門・安全と情報』（成文堂、2015年）
- （宍戸常寿・曽我部真裕）『憲法学のゆくえ──諸法との対話で切り拓く新たな地平』（日本評論社、2016年）
- （出口雄一・清水唯一朗）『憲法判例からみる日本──法×政治×歴史×文化』（日本評論社、2016年）
- （大林啓吾）『違憲審査基準──アメリカ憲法判例の現在』（弘文堂、2018年）

### 共訳書
- （阿部圭介・大林啓吾と共監訳）キャス・R・サンスティン＝マーサ・C・ヌスバウム編『動物の権利』（尚学社、2013年）